# Eleutherococcus baoxinensis
Eleutherococcus baoxinensis là một loài thực vật có hoa trong Họ Cuồng cuồng. Loài này được (X.P.Fang & C.K.Hsieh) P.S.Hsu & S.L.Pan mô tả khoa học đầu tiên năm 1993.